# Agapanthia ruficornis
Agapanthia ruficornis är en skalbaggsart som beskrevs av Maurice Pic 1918. Agapanthia ruficornis ingår i släktet Agapanthia och familjen långhorningar. Inga underarter finns listade i Catalogue of Life.